# Sorbey (Moselle)

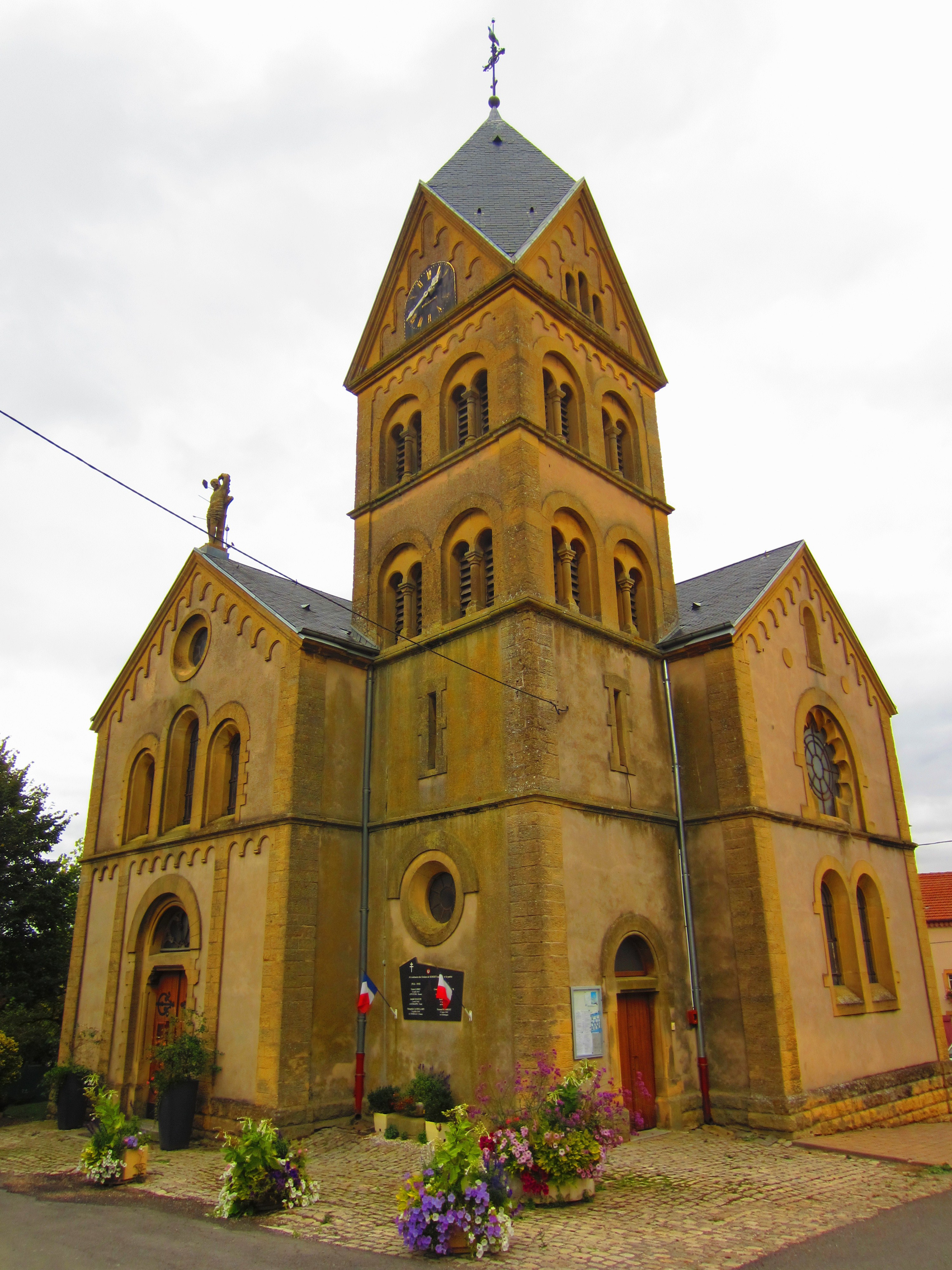
Kirche St. Alban

Sorbey ist eine französische Gemeinde mit 390 Einwohnern (Stand 1. Januar 2022) im Département Moselle in der Region Grand Est (bis 2015 Lothringen). Sie gehört zum Arrondissement Metz.

## Geographie
Sorbey liegt in Lothringen, 15 Kilometer südöstlich von Metz und fünf Kilometer südwestlich von Pange, an einem Bach links der Französischen Nied, auf einer Höhe zwischen 215 und 280 m über dem Meeresspiegel, die mittlere Höhe beträgt 230 m. Das Gemeindegebiet umfasst 5,59 km².

## Geschichte
Das Dorf wurde 1178 erstmals als Sorbeiacum erwähnt; im Niedtal, einen Kilometer von Sorbey entfernt, wurden 1836 Überreste einer römischen Villa gefunden. Die Ortschaft gehörte früher zum Herzogtum Lothringen.
Im Jahr 1518 wurde der Ort einschließlich des seinerzeit hier vorhandenen Schlosses von Franz von Sickingen eingenommen. Damals wurde Sorbey niedergebrannt. Die Herrschaft Sorbey befand sich im 18. Jahrhundert und 1846 im Besitz der Familie de la Fontaine und d'Harnoncourt-Unverzagt.
Der Zweig auf der linken Seite des Gemeindewappens ist „redend“ – Sorbey von französisch: Sorbier des oiseaux = lateinisch: Sorbus aucuparia = deutsch: Eberesche (Vogelbeere). Auf der rechten Seite steht die Figur Fleur-de-Lys für die Abtei St. Vinzenz in Metz, von der Sorbey abhängig war.
Durch den Frankfurter Frieden vom 10. Mai 1871 kam die Region an das deutsche Reichsland Elsaß-Lothringen, und das Dorf wurde dem Landkreis Metz im Bezirk Lothringen zugeordnet. Die Dorfbewohner betrieben Getreide- und Ölsaatenanbau sowie Geflügelzucht.
Nach dem Ersten Weltkrieg musste die Region aufgrund der Bestimmungen des Versailler Vertrags 1919 an Frankreich abgetreten werden und wurde Teil des Département Moselle. Im Zweiten Weltkrieg war die Region von der deutschen Wehrmacht besetzt.
1915–1918 und 1940–1944 trug der Ort den eingedeutschten Namen Sorbach.

### Bevölkerungsentwicklung
| Jahr      | 1962 | 1968 | 1975 | 1982 | 1990 | 1999 | 2007 | 2019 |
| Einwohner | 182  | 166  | 158  | 181  | 215  | 223  | 327  | 382  |

### Alte Dorfkirche
Die alte Dorfkirche, ein einschiffiger gotischer Bau mit vorgelagertem Turm, wurde im 19. Jahrhundert wegen Baufälligkeit aufgegeben und war 2012 nur noch als notdürftig restaurierte Ruine vorhanden. Turm und die Turmhalle sind noch romanisch.

Ansichten der alten Kirche
Zeichnung von Auguste Migette (1802–1884)[1]
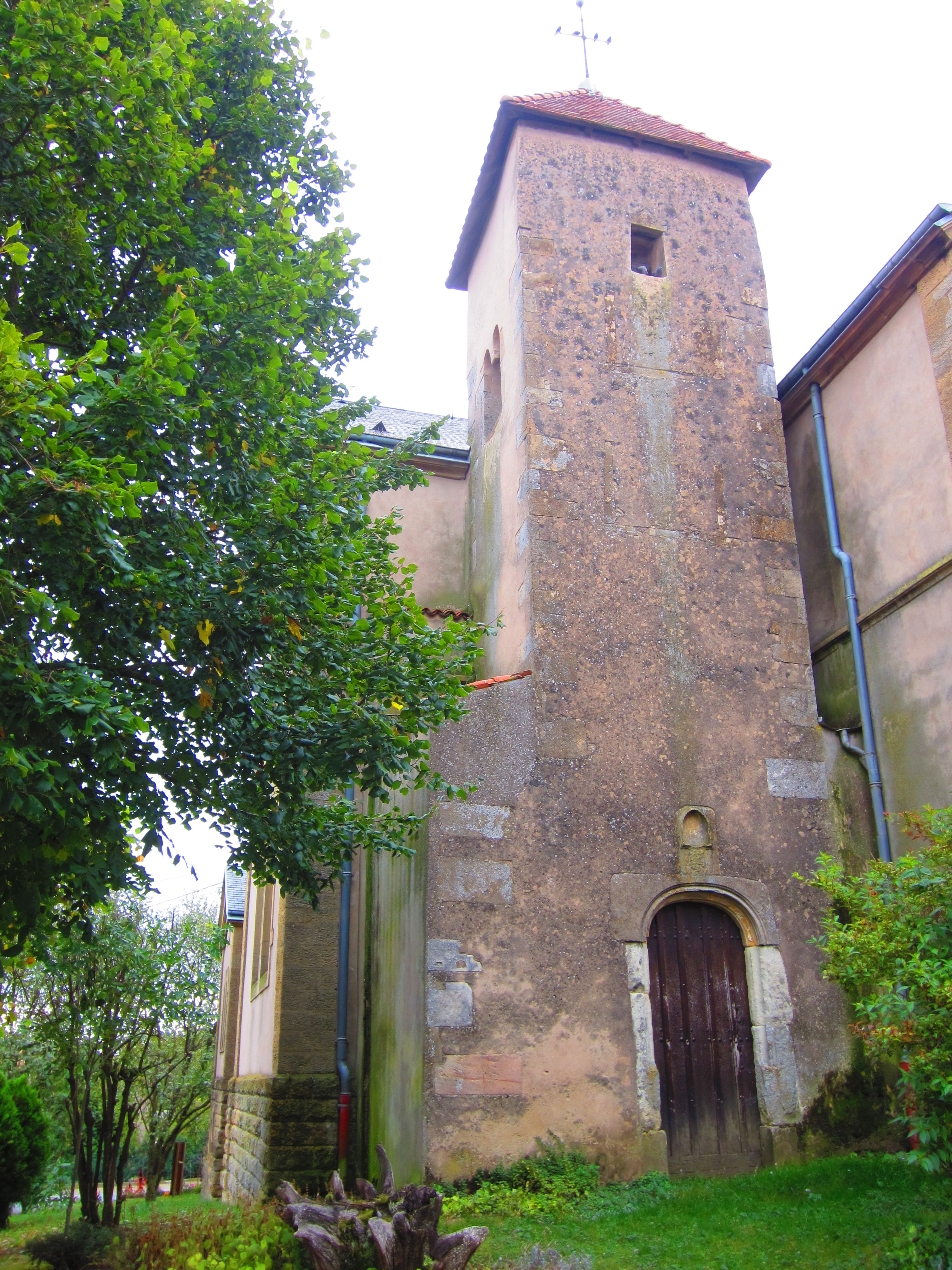
Turm (Aufnahme 2012)
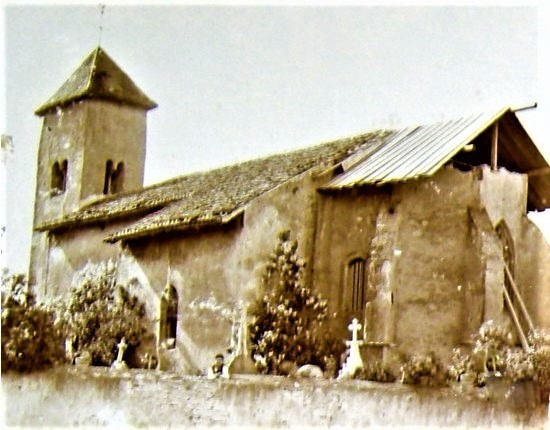
Ruine vor 1896

## Belege
1. 1 2 3 4  Franz Xaver Kraus: Kunst und Alterthum in Elsass-Lothringen. Beschreibende Statistik. Band III: Kunst und Althertum in Lothringen, Friedrich Bull, Straßburg 1886, S. 952–953 (books.google.de).
2. 1 2   Eugen H. Th. Huhn: Deutsch-Lothringen. Landes-, Volks- und Ortskunde, Stuttgart 1875, S. 295 (google.books.de).
3. ↑  Gothaisches Genealogisches Taschenbuch der Gräflichen Häuser, 25. Jahrgang, Perthes, Gotha  1922, S. 300 (books.google.de).
4. ↑  Ignaz von Schönfeld: Adels-Schematismus des österreichischen Kaiserstaates, 2. Jahrgang, Schaumburg, Wien 1825, S. 197 (books.google.de).
5. ↑  Wappenbeschreibung auf genealogie-lorraine.fr